# البسقلون
قرية البسقلون هي إحدى القرى التابعة لمركز العدوة بمحافظة المنيا في جمهورية مصر العربية. حسب إحصاءات سنة 2006، بلغ إجمالي السكان في البسقلون 12404 نسمة، منهم 6352 رجلا و6052 امرأة.

## التسمية
قرية البسقلون من القرى القديمة، واسمها الأصلي البسقنون، ذكرها ابن الجيعان في الأعمال البهنساوية.